# Бехер, Лилли
Лилли Бехер (нем. Lilly Becher, урожд. Корпус; 27 января 1901, Нюрнберг — 20 сентября 1978, Восточный Берлин) — немецкая писательница и журналистка. Супруга Иоганнеса Роберта Бехера.

## Биография
Лилли училась в мюнхенской гимназии и изучала языки в Гейдельбергском университете. В 1919 году вступила в Коммунистическую партию Германии. Работала в мюнхенских издательствах и в газете Die Rote Fahne в Берлине. В 1922—1923 годах возглавляла женское отделение КПГ в округе Берлин-Нойкёльн. В 1924—1926 годах возглавляла учреждённый ею женский журнал Die Arbeiterin и работала корректором и редактором в издательстве Neuer Deutscher Verlag. В 1932—1933 годах занимала должность шеф-редактора газеты Arbeiter Illustrierte Zeitung.
В 1933—1934 годах проживала в Вене, а затем до 1936 года работала в издательстве Editions du Carrefour в Париже, где и познакомилась со своим будущим мужем Иоганнесом Бехером. В 1936 году Лилли Бехер опубликовала первые документы о преследовании евреев национал-социалистами под названием «Жёлтое пятно». До 1945 года Лилли Бехер проживала в Москве и работала переводчиком в государственном издательстве, а также в журнале «Иностранная литература» и немецком отделе Московского радио и Национальном комитете «Свободная Германия».
По возвращении в Германию вступила в ряды Социалистической единой партии Германии. В 1945—1950 годах занимала должность шеф-редактора в Neue Berliner Illustrierte. После смерти мужа в 1958 году возглавила носивший его имя архив в Берлинской академии художеств.

## Сочинения
- Rote Signale. Gedichte und Lieder (Hrsg).; Berlin 1931
- Der gelbe Fleck (Hrsg.); 1936
- L. Becher, G. Prokop: Johannes R. Becher. Bildchronik seines Lebens; Berlin 1963